# Будино
Будѝно или бодѝно (на италиански: budino, bodino) е италиански хранителен продукт, който обикновено се сервира като десерт в края на храненето.

## Приготвяне и видове
Будино е съставен от течна част, обикновено състояща се от мляко, захар и различни съставки или аромати, които му придават желания вкус: плодове, шоколад, лешници, карамел, ликьори, ванилия и др. Те често се комбинират със съставки, които служат за свързване на сместа, за да я направят по-пълна и твърда.
Свързващите вещества са често пшеничено брашно, картофено брашно, грис, ориз, яйца, животински желатин (известен като „рибно лепило“) или карагенан. За приготвянето му се следват различни техники в зависимост от вида.

### Семейство Крем карамел
В будините, които идват от семейството на крем карамела, яйцата, млякото, захарта и всякакви други съставки като амарети, ром, какао и ванилия се разбиват заедно. Формата, в която ще се готви будиното, се слага на огъня, в нея се изсипва захарта и тя се карамелизира, покривайки дъното и страните.
Сместа от мляко и яйца се изсипва във формата и се готви на водна баня, докато стегне. След това се оставя да изстине, тъй като десертът е винаги поднасян студен. Към това семейство принадлежат Крем карамелът, Бонетът, Обърнатият крем и техните вариации. В първите две свързващото вещество е съставено от яйца, докато при обърнатия крем е съставено от сметана.

### Баварско семейство
В будините, които идват от семейството на Баварския крем, основата се състои от английски крем: млякото се довежда до кипене със захарта и предварително омекотеният животински желатин се разтваря в него. Разбиват се жълтъците и останалите съставки, като накрая се включва и подсладеното мляко. След това сместа се слага в тенджера и се готви без да кипва, като се бърка продължително време.
След като се свари, се оставя да изстине, като се разбърква от време на време. След това се изсипва в намазнена форма и се поставя в хладилника за часове, докато изстине напълно и се втвърди добре. Приготвянето следва сезоните и в зависимост от наличните продукти се добавят различни съставки: пресни или захаросани плодове, конфитюр или мармалад, шоколад или аромати, различни от ванилия, кафе и др.
Към това семейство принадлежат Баварският крем, панакотата и домашно приготвените будини, включително и тези, които се купуват в плик. Последните позволяват да се приготвят будини с прости вкусове като ванилия или какао. Вкусът обаче остава несравним с този на пресния десерт. Трябва да се има предвид, че всички съставки, с изключение на млякото, което трябва да се добави прясно от готвача, са сухи и могат да се съхраняват на стайна температура.

#### Произход на „Баварец“ и „Баварка“
Трябва да се отбележи, че обикновено десертът на италиански език е в женски род: la bavarese, „баварката“. Правилният термин обаче е в мъжки род, тъй като произлиза от френския термин bavarois и защото предполага думата „будино“ (на итал. в м. род): баварски будино.
Истинската Баварка е всъщност традиционна за Франция напитка и е широко разпространена във всички области отвъд Алпите: това е ястие-напитка, обикновено горещо, състоящо се от чай, мляко и ликьор. Смята се, че е въведено в началото на 18 век от френски готвачи в услуга на семейство Вителсбахи – управляващият дом на Бавария, от където носи името си.
Франческо Прокопио дей Колтели спомага за лансирането му в Париж благодарение на много известното кафене „Прокоп“, родено през 1686 г. От напитката води началото си в началото на 19 век десертът, който познаваме днес и който се нарича „Бавароа“ или „Баварско сирене“, тъй като външният му вид прилича на прясно сирене.

### Семейство Флан
Те са може би сред най-древните форми на будино, тъй като се съобщава за древни римски рецепти за десерти на базата на кремове с яйца, мед и мляко, сварени и свързани с брашно. Въпреки това най-разпространените рецепти от онова време, най-вероятно от гръцки произход, са солени, а сладките са изключение. Тъй като храните, базирани на яйца, се смятат за тонизиращи и много здравословни, ястията имат късмет и се разпространяват през Средновековието в цяла Европа, дотолкова, че често се срещат дори в много стари книги с рецепти, като De Honesta Voluptate на Платина от 1476 г.

#### Етимология на името „флан“ и нейните значения
Сегашната дума Flan идва от старофренското flaon, от своя страна произлизащо от латинското flado, което означава „крем“. Според Алън Дейвидсън в Oxford Food Companion същият латински корен на името е използван в средновековния английски, което води до термините flaton и flawn. В зависимост от страната терминът „флан“ означава леко различаващи се едни от други ястия.
На английски това означава „кростата“ (пай), вероятно защото през Средновековието флан често са представяни като patinae, тоест върху основа от варено тесто, независимо дали затворено или отворено, точно като съвременните кростати. На испански и португалски означава ястия като крем карамел.
На италиански те означават солени заготовки, приготвяни във форма на водна баня на базата на бешамел и със сравнително малко присъствие на яйца. От френски произход, те са широко разпространени в териториите, повлияни навремето от Франция, като Пиемонт. Типичен тук например е флан от бодил или земна ябълка с Баня кауда и аспержи, евентуално с фондю.
Следователно като цяло фланът може да се разбира и като сформато, обикновено със зеленчуци, а не като истински десерт.

### Семейството Кремове в чаша
Семейството на флановете се затваря с това на кремовете в чаша: прости кремове, които биват държани добре свързани и с определена консистенция, и представени във форми, сякаш са будини. Те имат древен произход. Кремовете в чаша могат да бъдат класически като Крем „Пастичера“, Крем „Франджипане“, крем от тапиока, или да са пюрирани с някои плодове като кестени. Те могат да бъдат и на базата на зърнени храни (които обикновено са придружавани от захаросани плодове) като ориз или по-рядко – варена пшеница.
Днес най-често срещаните форми на кремове в чашата са Каталонският крем и неговите производни. Това е ванилов крем със захарно покритие, който се карамелизира на силен огън, когато се сервира, обикновено в отделни чаши. Рецептата, в която се добавят бадеми, шамфъстък, лимони и различни плодове, е типична за Испания, Португалия и земите, които са били подчинени на двете, като Мексико и някои колонии.
Друга много стара рецепта, типична за Пиемонт, е Монтебианко – пюре от кестени, сварени във вода и захар, изцедени в чаша със сакапош и гарнирани с бита сметана. Тъмният цвят на кестените напомня на земята, кремът – на снега, формата – на планина: оттук и името Монтебианко.

## Представяне и гарниране
Каквато и да е рецептата, будиното обикновено се приготвя в голяма форма или в няколко малки формички, украсени по различен начин и под формата на пресечен конус или полусферичен връх. Във всеки случай техническият проблем е да се остави да протича въздушният поток, за да се избегне начупвания на сладкиша. Може да се сервира придружено или украсено с малки сухи сладки бисквити като котешки езичета или амарети, с кремове като бита сметана или с пресни плодове, особено горски.